# Lamprosema flavizonalis
Lamprosema flavizonalis là một loài bướm đêm trong họ Crambidae.